# Rectoendothyra
Rectoendothyra es un género de foraminífero bentónico de la subfamilia Endostaffellinae, de la familia Endothyridae, de la superfamilia Endothyroidea, del suborden Fusulinina y del orden Fusulinida. Su especie tipo es Endothyra (Rectoendothyra) donbassica. Su rango cronoestratigráfico abarca el Serpujoviense superior (Carbonífero inferior).

## Discusión
Clasificaciones más recientes incluyen Rectoendothyra en el suborden Endothyrina, del orden Endothyrida, de la subclase Fusulinana de la clase Fusulinata.

## Clasificación
Rectoendothyra incluye a las siguientes especies:
- Rectoendothyra curta †
- Rectoendothyra donbassica †
  - Rectoendothyra donbassica var. biserialis †
  - Rectoendothyra donbassica var. cuboides †
- Rectoendothyra globiformis †
- Rectoendothyra latiformis †
  - Rectoendothyra latiformis porrecta †
  - Rectoendothyra latiformis var. biserialis †
- Rectoendothyra parasymmetrica †
- Rectoendothyra priscoidea †